# Campiglossa ophelia
Campiglossa ophelia är en tvåvingeart som först beskrevs av Erich Martin Hering 1944.  Campiglossa ophelia ingår i släktet Campiglossa och familjen borrflugor. Inga underarter finns listade.